# Aculepeira angeloi
Aculepeira angeloi är en spindelart som beskrevs av Alvares, Loyola och De Maria 2005. Aculepeira angeloi ingår i släktet Aculepeira och familjen hjulspindlar. Inga underarter finns listade i Catalogue of Life.